# Вос, Корнелис де
Корнелис де Вос (нидерл. Cornelis de Vos; 1585, Хюлст — 9 мая 1651, Антверпен) — живописец и рисовальщик фламандского барокко, торговец произведениями искусства. Он был одним из ведущих художников-портретистов Антверпена, известен эмоциональными групповыми и семейными портретами, в особенности с изображениями детей. Также упоминается в качестве постоянного сотрудника великого П. П. Рубенса. Корнелис де Вос часто вместо подписи использовал монограмму «CDVF».

## Биография
Корнелис де Вос родился в Хюлсте недалеко от Антверпена, ныне в голландской провинции Зеландия. О его детстве мало что известно. Его отец переехал с семьей в Антверпен в 1596 году. Корнелис и его младшие братья Пауль и Ян (или Ганс) учились у малоизвестного художника Давида Ремеуса (1559—1626). Де Вос вступил в Гильдию Святого Луки в 1608 году в возрасте двадцати четырёх лет. Когда он в 1616 году стал гражданином Антверпена, он указал профессию торговца произведениями искусства.
27 мая 1617 года Корнелис де Вос женился на Сюзанне Кок, сводной сестре художника-пейзажиста Яна Вильденса. У супругов было шестеро детей. Его сестра Маргарета вышла замуж за выдающегося художника-анималиста Франса Снейдерса. Эти браки подтвердили и укрепили роль де Воса в творческой жизни Антверпена.
В 1619 году де Вос стал деканом гильдии Святого Луки в Антверпене. В том же году он обратился в городской совет Антверпена с просьбой разрешить ему посещать рынок Сен-Жермен в Париже в качестве торговца картинами.
Корнелис де Вос был одним из художников, работавших над оформлением торжественного въезда в Антверпен в 1635 году нового штатгальтера Габсбургских Нидерландов кардинала-инфанта Фердинанда. Этим проектом руководил Рубенс, де Вос писал по эскизам Рубенса декоративные панно. В период 1636—1638 годов мастерская Рубенса получила крупный заказ на изготовление живописных панно для охотничьего домика Торре-де-ла-Парада испанского короля Филиппа IV близ Мадрида. Для этого проекта де Вос вместе с рядом художников из круга Рубенса также писал декорации по эскизам Рубенса.
Де Вос умер в Антверпене, был похоронен в соборе Нотр-Дам-де-Анвер.
Среди его учеников были Ян Коссье, Александр Демпс и Симон де Вос (не родственник). Младший брат Корнелиса Пауль де Вос (1590—1678) под влиянием Франса Снейдерса также стал художником, писал сцены охоты и животных, работал в мастерской Рубенса.

## Творчество
Де Вос считается выдающимся портретистом, кроме этого он писал картины на религиозные и мифологические сюжеты. Он получил несколько заказов на семейные портреты от местных покровителей, таких как богатый торговец Йорис Векеманс, который в 1624 году заказал несколько портретов членов своей семьи (включая своего сына Яна). В 1627 году шесть «королевских портретов» были заказаны де Восу соответственно Филиппом IV Испанским, эрцгерцогом Альбертом и его супругой Изабеллой, Генрихом III и Генрихом IV Французскими и Марией Медичи. Многие произведения де Вос, как опытный торговец картинами, изготавливал специально на продажу.
Его ранние работы демонстрируют влияние Рубенса и Караваджо, его индивидуальный стиль отличается тёплым колоритом, изысканной прорисовкой тканей и блестящих украшений с вниманием к деталям. Де Вос использовал тонкую технику полупрозрачных лессировок и мелких «тающих» мазков.
Наибольшего успеха художник добился в жанре групповых семейных портретов с изображением детей. После отъезда Антониса ван Дейка в 1621 году в Англию и поездок Рубенса с дипломатическими и художественными миссиями, де Вос стал ведущим портретистом антверпенского высшего общества. Не без влияния Ван Дейка ему удалось добиться тонкой передачи характерных индивидуальностей своих моделей и разнообразных текстур их одежды за счёт использования ровного, яркого света, а также мягких эффектов светотени. Поскольку основными заказчиками и покровителями де Воса были в представители буржуазии Антверпена, а не родовой аристократии, у него не было необходимости создавать напыщенные парадные портреты с риторическими жестами или жеманной грацией фигур, как это можно заметить на некоторых картинах работы Ван Дейка.
В Санкт-Петербургском Эрмитаже имеются две картины Корнелиса де Воса: «Семейный портрет с женой Сюзанной Кок и детьми» и «Портрет пожилой женщины».

## Галерея

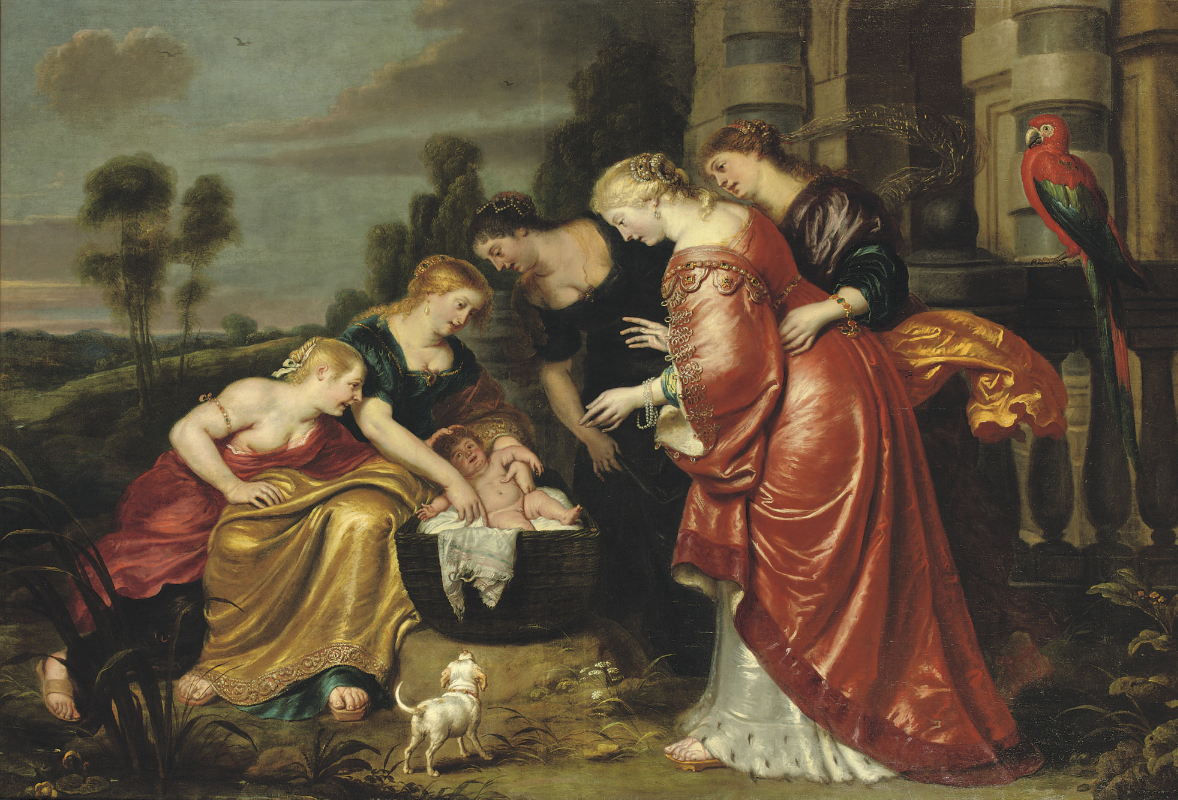
Нахождение Моисея. Между 1631 и 1635. Холст, масло. Частное собрание
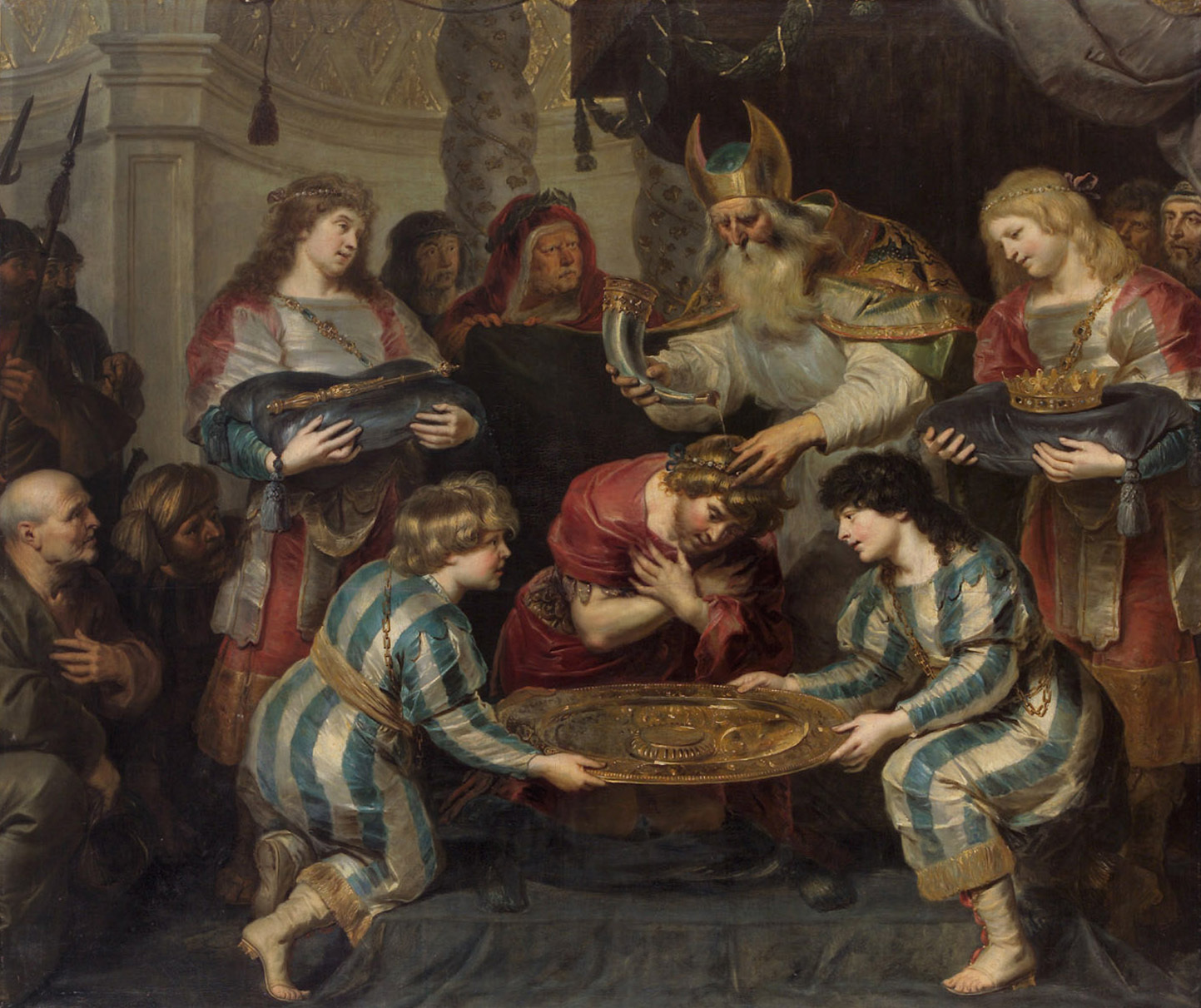
Помазание Соломона. Ок. 1630. Холст, масло. Музей истории искусств, Вена
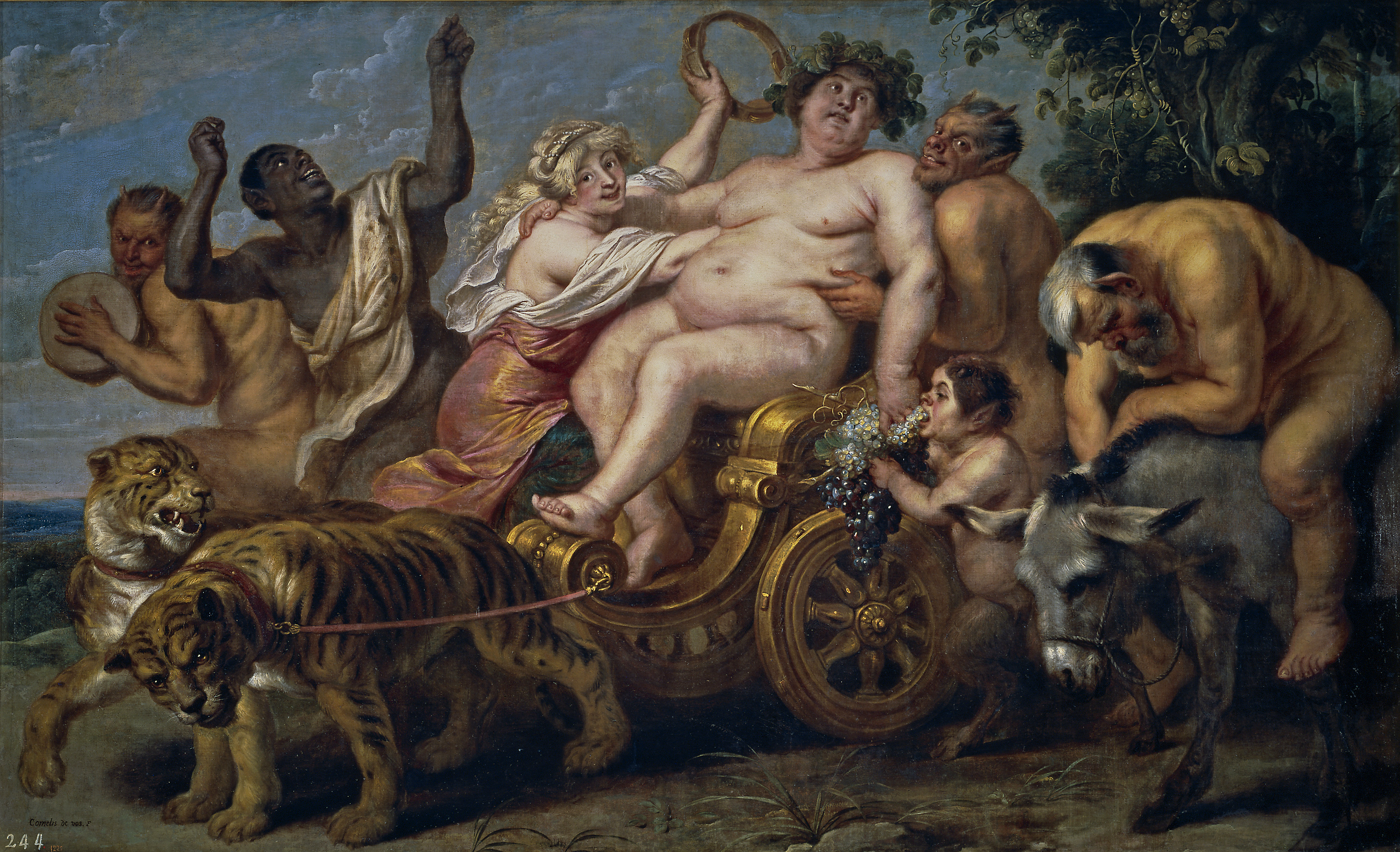
Триумф Бахуса. 1640-1650. Холст, масло. Прадо, Мадрид
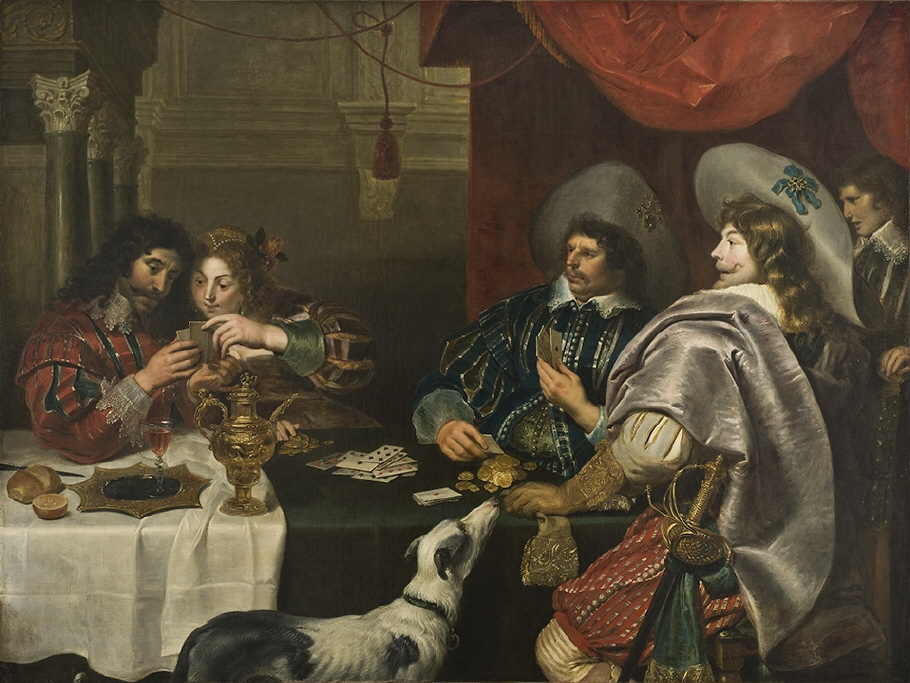
Карточная игра. 1600-1651. Холст, масло. Национальный музей Швеции, Стокгольм
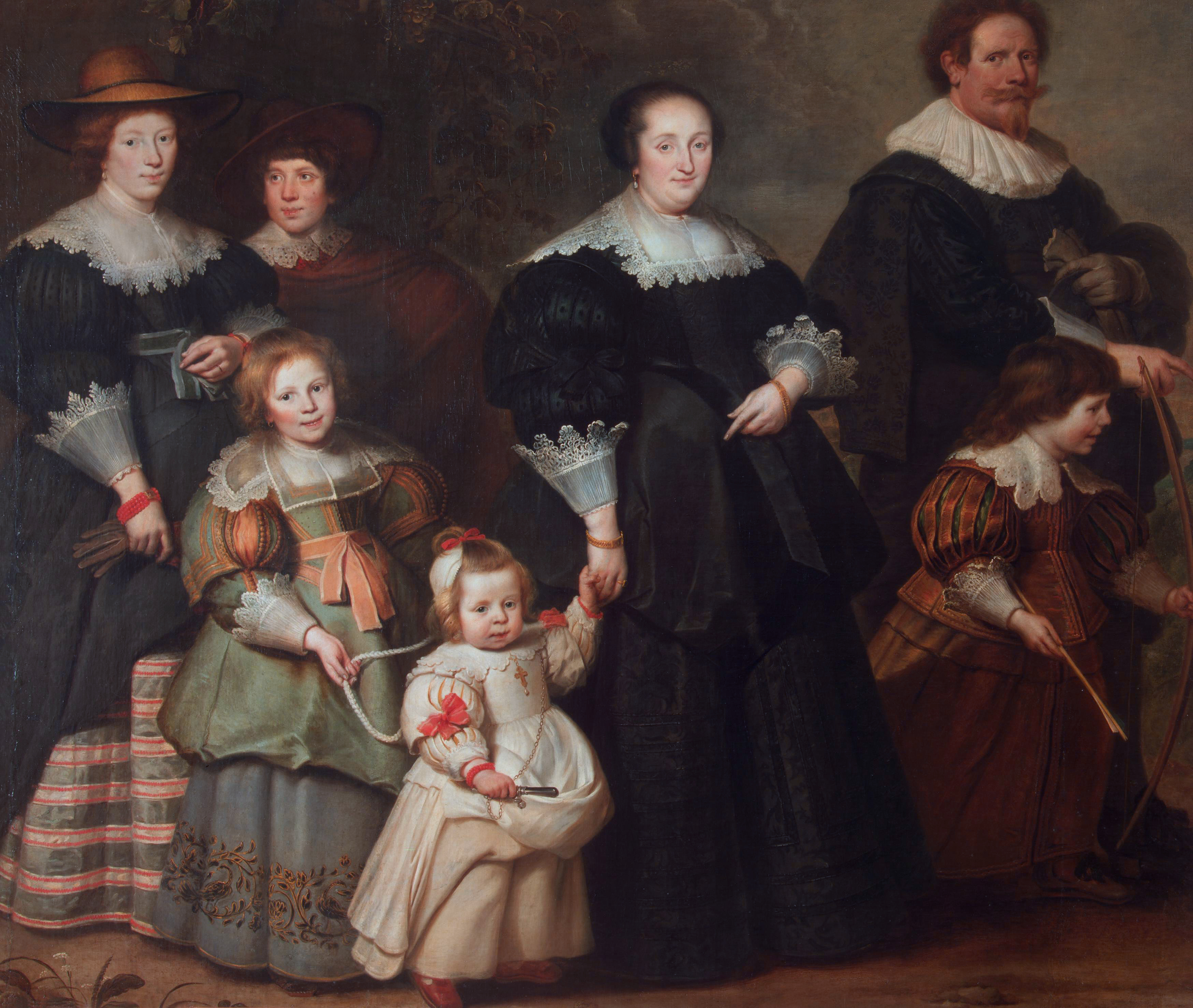
Семейный портрет с женой Сюзанной Кок и детьми. 1630-е. Холст, масло. Государственный Эрмитаж, Санкт-Петербург
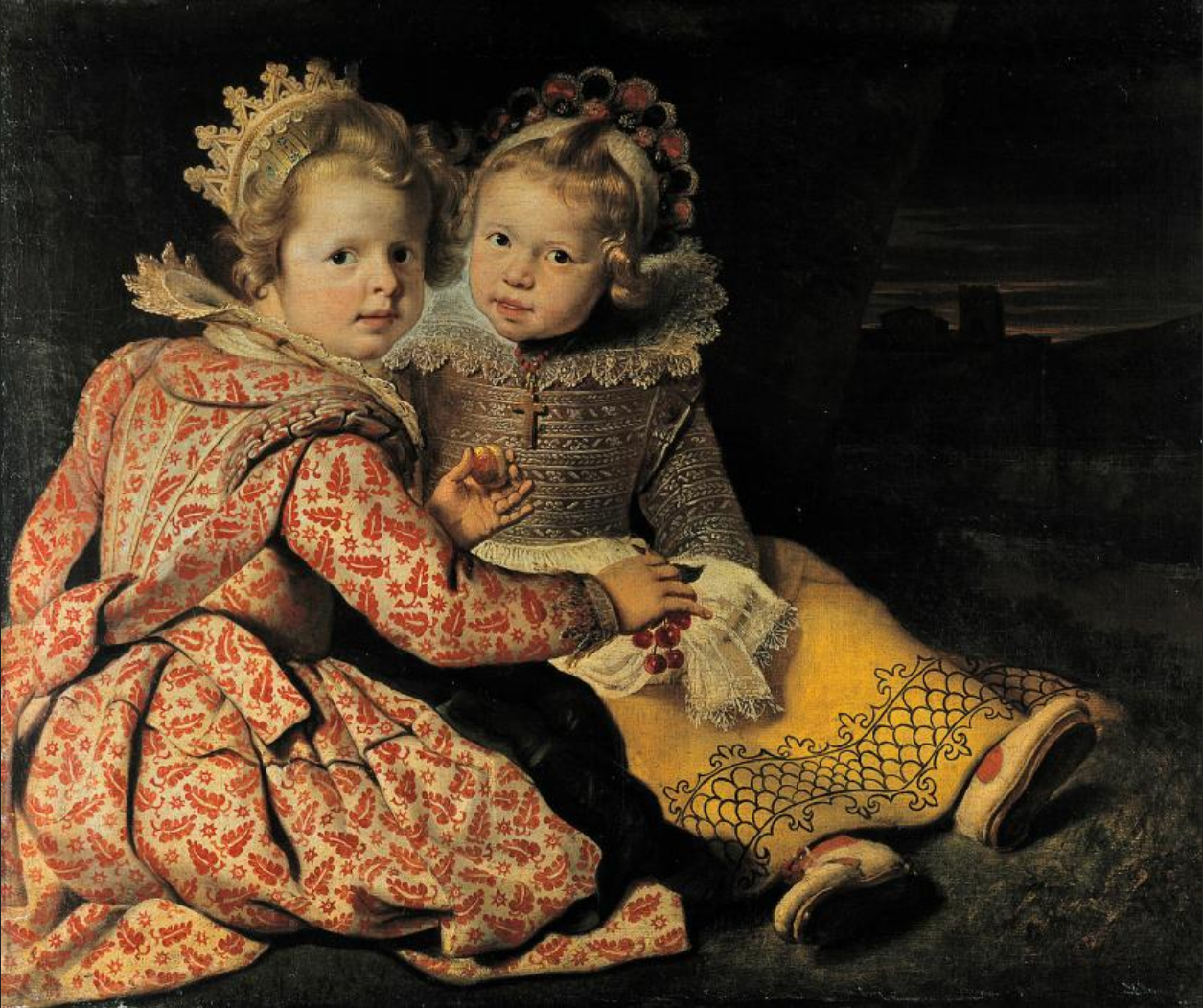
Портрет дочерей художника: Магдалены и Яны Батисты. 1640-1650. Холст, масло. Берлинская картинная галерея
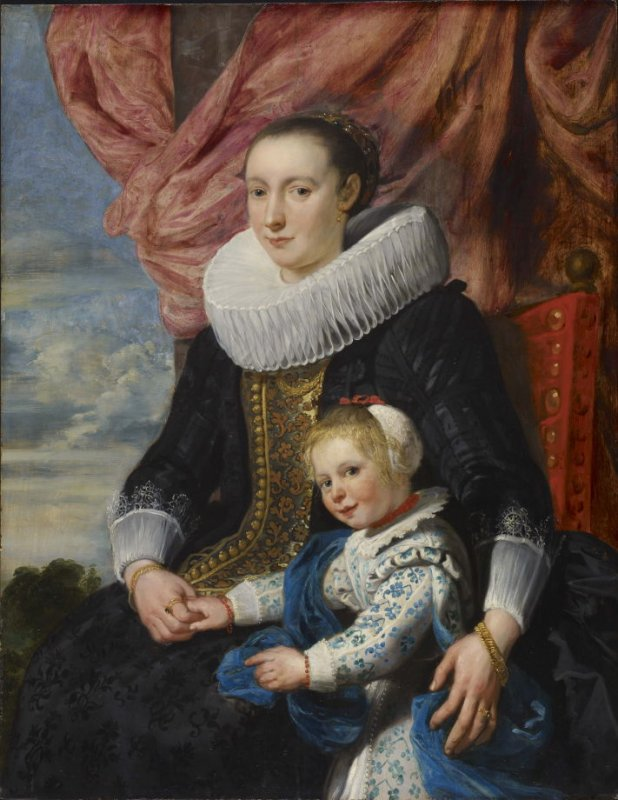
Портрет неизвестной с дочерью. Ок. 1620. Дерево, масло. Музей изобразительных искусств Сан-Франциско, Калифорния, США
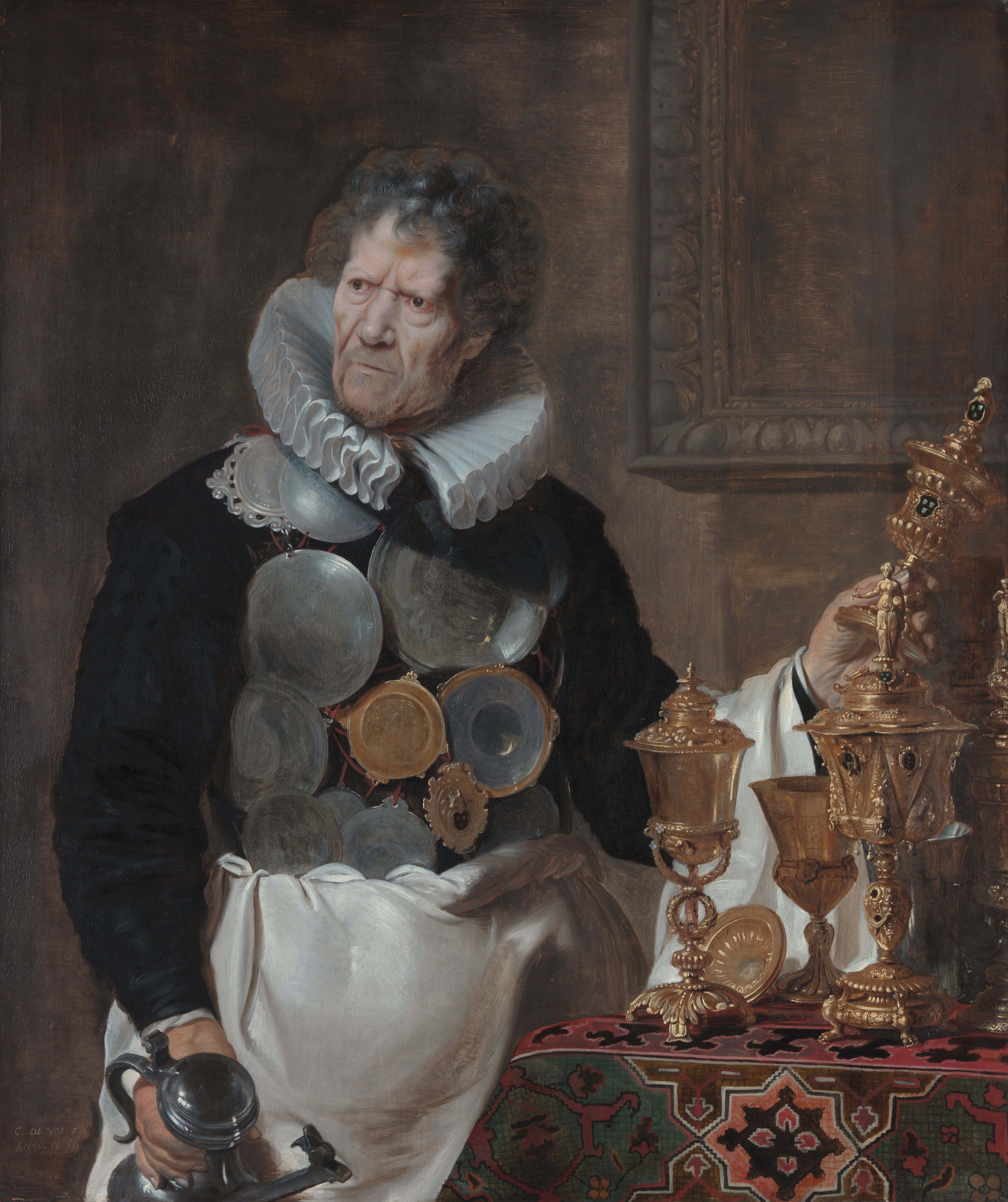
Портрет Абрахама Графеуса. 1620. Дерево, масло. Королевский музей изящных искусств, Антверпен